# Spinathele hanfeii
Espèce
Synonymes
- Macrothele hanfeii Lin & Li, 2021

Spinathele hanfeii est une espèce d'araignées mygalomorphes de la famille des Macrothelidae.

## Distribution
Cette espèce est endémique de Hainan en Chine,. Elle se rencontre dans le xian de Ledong.

## Description
Le mâle holotype mesure 20,03 mm et la femelle paratype 17,20 mm.

## Systématique et taxinomie
Cette espèce a été décrite sous le protonyme Macrothele hanfeii par Lin et Li en 2021. Elle est placée dans le genre Vacrothele par Shao, Zhou et Lin en 2025.

## Étymologie
Cette espèce est nommée en l'honneur de Han-fei Gao.

## Publication originale
- Lin, Yan, Li, Ballarin & Chen, 2021 : « Five new species of Macrothele Ausserer, 1871 from China (Araneae, Macrothelidae). » ZooKeys, no 1052, p. 1-23 (texte intégral).